# Гроно консерваторів Західної Галичини
Гроно консерваторів Західної Галичини — пам'яткоохорона установа, яка займалася охороною, збереженням та реставрацією пам'яток Західної Галичини. Існувала протягом 1889—1923 років у Кракові.

## Історія
1850 року засновано Археологічний комітет при Краківському науковому товаристві, який відновлював після великої краківської пожежі знищені пам'ятки. Того ж року у Відні створена «Центральна комісія для вивчення і збереження історичних будівель» для охорони пам'яток Австрійської імперії, до складу якої входила Галичина. 1873 року Центральна комісія реорганізована в Центральну комісію для вивчення і консервації пам'яток історії та мистецтва, яка розділювалася на три секції: археологічну, пам'яток архітектури та мистецтва і архівних пам'яток.
24—25 травня 1888 року в будівлі Національного музею в Кракові відбувся Перший з'їзд консерваторів Галичини. Під час засідання ухвалили створити організації у Східній та Західній Галичині, які мають допомагати й координувати консерваторів та кореспондентів щодо коштів, які щорічно виділяв Галицький крайовий сейм для утримання та реставрації пам'яток. Їх виконавчі органи (комітети) розташовувалися у Львові та Кракові. Також на з'їзді ухвалили розпочати інвентаризацію історичних пам'яток та укласти карту консерваторських округів.
17 грудня 1889 року в Кракові західногалицькі консерватори та кореспонденти заснували «Гроно консерваторів Західної Галичини». 1911 року відповідно до реформи в Галичині засновано посаду єдиного державного консерватора, яка перетворила Краківське «Гроно» на товариство любителів старовини. 1917 року західногалицькі консерватори на засіданні вирішили реорганізувати власну організацію в «Крайове гроно консерваторів Західної Галичини». 1923 року пам'яткоохорона установа припинила своє існування.
У 1898 та 1904 роках видано два томи «Консерваторських тек».
У різні роки в організації працювали Влодзімєж Деметрикевич, Станіслав Крижановський, Славомир Одживольський, Зигмунт Гендель, Адольф Шишко-Богуш, Євстахій Станіслав Санґушко та інші.

## Керівники
- Юзеф Лепковський[pl] (1889—1894)[1][5]
- Маріян Соколовський (1894)[1]
- Станіслав Томкович[pl][2]